# David Caude
David Caude (ur. 4 sierpnia 1974  w Rouvroy w departamencie Pas-de-Calais) – francuski wspinacz sportowy. Specjalizował się w prowadzeniu oraz we wspinaczce klasycznej. Brązowy medalista mistrzostw świata we wspinaczce sportowej w konkurencji prowadzenie z 2003 roku.

## Kariera
W 2003 na mistrzostwach świata w szwajcarskiej Chamonix-Mont-Blanc wywalczył brązowy medal we wspinaczce sportowej w konkurencji prowadzenie, w finale przegrał z Czechem Tomášem Mrázkiem oraz Hiszpanem Patxi Usobiaga.
Wielokrotny uczestnik, prestiżowych zawodów wspinaczkowych Rock Master we włoskim Arco, gdzie w 2001 roku zajął dziesiąte miejsce.
Wielokrotny medalista mistrzostw Francji we wspinaczce sportowej w konkurencji prowadzenie, które wygrał w 1998 oraz w 2000 roku zdobywając dwa tytuł mistrza Francji.

## Osiągnięcia

### Mistrzostwa świata
| Konkurencje | 1997 | 1999 | 2001 | 2003 | 2005 |
| Prowadzenie | 30   | 16   | 12   | 3    | 56   |

### Mistrzostwa Europy
| Konkurencje | 1998 | 2000 |
| Prowadzenie | 10   | 4    |

### Rock Master
| Konkurencje | 1997 | 1998 | 2001 |
| Prowadzenie | 12   | 14   | 10   |